# Tullahoma
Tullahoma ist eine City in Coffee County und Franklin County des US-Bundesstaates Tennessee. Das U.S. Census Bureau hat bei der Volkszählung 2020 eine Einwohnerzahl von 20.339 ermittelt.

## Geschichte
Die früheste Besiedlung des Gebiets erfolgte durch Farmer aus Virginia und North Carolina. Mit Sklavenarbeit entwickelten sie Plantagen für Tabak und Hanf. Tullahoma wurde 1852 als Arbeiterlager entlang der neuen Nashville and Chattanooga Railroad gegründet. Der Name stammt aus der Choctaw-Sprache und bedeutet „roter Fels“.
Während des Amerikanischen Bürgerkriegs diente Tullahoma 1863 als Hauptquartier für die konföderierte Armee von Tennessee. In diesem Jahr führte die Unionsarmee den Tullahoma-Feldzug durch, besiegte die konföderierten Streitkräfte und übernahm die Kontrolle über Middle Tennessee. Bundestruppen besetzten dieses Gebiet für die Dauer des Krieges. Als Ergebnis des Feldzugs eroberten die Unionstruppen Chattanooga. Nach dem Krieg erholte sich Tullahoma nur langsam, begann aber dank der Eisenbahnanbindung zu florieren. Es wurde bekannt für seine Bildungseinrichtungen, eine Seltenheit in der Gegend zu der Zeit.
Von den 1930er Jahren bis Mitte des 20. Jahrhunderts profitierte das Gebiet von beträchtlichen Bundesinvestitionen. Die Projekte der Tennessee Valley Authority errichteten Dämme und zugehörige Anlagen zur Erzeugung von Wasserkraft und zur Elektrifizierung vieler ländlicher Gebiete und sorgten während der Großen Depression für die benötigten Arbeitsplätze. Das Wachstum der Stadt ist seit dem späten 20. Jahrhundert stetig, wenn auch langsam, und basiert auf einer Mischung aus Bildung, Dienstleistungen, Tourismus und Einzelhandel.

## Demografie
Nach einer Schätzung von 2019 leben in Tullahoma 19.555 Menschen. Die Bevölkerung teilte sich im selben Jahr auf in 85,5 % Weiße, 7,5 % Afroamerikaner, 1,8 % Asiaten und 2,1 % mit zwei oder mehr Ethnizitäten. Hispanics oder Latinos aller Ethnien machten 5,7 % der Bevölkerung aus. Das mittlere Haushaltseinkommen lag bei 48.770 US-Dollar und die Armutsquote bei 18,3 %.

## Infrastruktur
Mit dem Tullahoma Regional Airport verfügt die Stadt über einen kleinen Regionalflughafen. Er wurde ursprünglich 1942 für das U.S. Army Air Corps gebaut. Er verfügt über breite Schwerlast-Start- und Landebahnen, eine große Rampe, Rollwege und große Hangars.
Die ursprünglich von der Nashville and Chattanooga Railroad errichtete Bahnstrecke zwischen den namensstiftenden Orten wird seit 1986 durch CSX Transportation betrieben und ausschließlich im Güterverkehr genutzt. In Tullahoma zweigt eine ebenfalls für Frachttransporte genutzte Nebenstrecke der Caney Fork & Western Railroad nach Manchester und Sparta ab.
Dort befindet sich das University of Tennessee Space Institute (UTSI).

## Söhne und Töchter der Stadt
- John Wesley Work III (1901–1967), Komponist, Pädagoge, Chorleiter, Musikwissenschaftler und Experte der afroamerikanischen Folklore und Musik
- Ally Walker (* 1961), Schauspielerin
- Dustin Lynch (* 1985), Countrysänger